# La Petite Parade

La Petite Parade  est un court métrage d'animation français de Ladislas Starewitch réalisé en 1928 et adapté du Petit Soldat de plomb d'Andersen.

## Synopsis
Un petit soldat de plomb et un casse-noisettes sont amoureux d'une petite danseuse. Le diable, qui sort de sa boite à surprises, complique les affaires.

## Distribution
- Nina Star

## Fiche technique
- Titre : La Petite Parade
- Réalisation : Ladislas Starewitch, Irène Starewitch
- Scénario : Ladislas Starewitch
- Animation : Ladislas Starewitch
- Production : Lois Nalpas
- Date de sortie : 1928
- Durée : 20 minutes